# Jakub Čech (aktivista)
Jakub Čech (* 14. května 2000, Prostějov) je český aktivista, novinář, a student. V roce 2017, kdy bylo Jakubovi Čechovi 16 let, mu soud přiznal plnou svéprávnost. Vystudoval Obchodní akademii v Prostějově. Jakub Čech publikoval články především v Hanáckém Večerníku a na Tiscali.cz. V roce 2022 studoval Právnickou fakultu Univerzity Karlovy a byl asistentem poslankyně Hany Naiclerové. Je členem Akademického senátu Univerzity Karlovy.

## Některé kauzy

### Svobodný přístup k informacím
Jakub Čech se angažoval v získávání přístupu k informacím. V roce 2015 Jakub Čech, coby patnáctiletý, požádal Magistrát města Prostějova o informace, a to o právní analýzu advokáta Tomáše Kotryse a důvodovou zprávu k usnesení rady města z poloviny června 2015. Magistrát mu neodpověděl, protože prý jako nezletilý nemá na tyto informace právo, a místo toho napsal jeho rodičům, aby s žádostí vyslovili souhlas. Požadované údaje vydal magistrát až po rozhodnutí Krajského úřadu Olomouckého kraje.

### Střet zájmů prostějovské primátorky
V červnu 2017 Čech upozornil na to, že město Prostějov hodlá pronajmout budovu v majetku města Střední škole automobilní Prostějov, jejíž spolumajitelkou je prostějovská primátorka Alena Rašková. V zápise z příslušného jednání rady města však chybělo upozornění na střet zájmů primátorky, a až následně po jeho upozornění byl zápis zpětně doplněn. Primátorka Alena Rašková na Čecha podala trestní oznámení a oznámení o přestupku.  Tvrzení Jakuba Čecha byla podle ní nepravdivá, nadto ji prý Čech označil za „malého Babiše“, čímž ji měl aktivista dehonestovat v očích veřejnosti. Rašková nicméně neuspěla, přestupkové řízení vedené proti Čechovi Městským úřadem v Konici bylo zastaveno s tím, že jeho kritika měla vždy reálný podklad. V rozhovoru pro Český rozhlas Čech prohlásil, že nechtěl upozornit pouze na formální nedostatky v zápise, ale na samotný fakt střetu zájmů a na to, že prostory byly pronajaty za podmínek nepoměrně výhodných pro společnost primátorky Raškové. Trestní oznámení označil za absurdní a bez šance na úspěch.

### Další kauzy
Později Jakub Čech upozorňoval na další porušování zákonů a předpisů ze strany magistrátu a angažoval se za zachování budov Jezdeckých kasáren.
V srpnu 2016 náměstci prostějovské primátorky Pavel Smetana a Zdeněk Fišer zaslali rodičům předžalobní výzvu za to, že oznámil jejich jednání jako přestupek a vznikly jim kvůli tomu náklady na advokáty. Za ten byli posléze uznáni vinnými a bylo zamítnuto i jejich následné odvolání. V září 2016 inicioval Jakub Čech otevřený dopis studentů Obchodní akademie vyzývající k odvolání předsedy školské rady Josefa Augustina (KSČM). Požadavek byl zdůvodněn tím, že Augustin vyzýval v roce 1989 k represím vůči odpůrcům režimu a byl odsouzený za krácení daní. V říjnu 2016 vyšlo najevo, že byl Augustin znovu obviněn, a posléze na svůj post rezignoval.
V prosinci 2016 Čech upozornil na vedlejší přivýdělek tajemníka Magistrátu města Prostějova Lubomíra Baláše, který měl v městem ovládané společnosti Vodovody a kanalizace Prostějov. Baláš si tak vydělal více než 1,3 milionu korun. Později byl Baláš úřady potrestán, že neoznámil tento pracovněprávní vztah ve svém majetkovém přiznání. Čech dále odhalil informace z Balášovy minulosti, když zveřejnil informace z jeho členské přihlášky do KSČ. Baláš, který se v červnu 2017 stal ředitelem Krajského úřadu Olomouckého kraje, v přihlášce uvedl, že „proti náboženství je třeba vést nesmiřitelný boj pro jeho nebezpečnost i v současné době.“
Čech dále poukázal na nízké platové třídy úředníků prostějovského magistrátu. Případem se zabýval také inspektorát práce, který dal úředníkům za pravdu. Radnice mezitím platové zařazení svých zaměstnanců napravila. Ve svých článcích se hojně zabýval také situací související s Muzeem a galerií v Prostějově, která po čase vyústila v odvolání ředitele organizace Daniela Zádrapy.
V srpnu 2018 publikoval článek, ve kterém popsal sexuální obtěžování pracovnic Stavebního úřadu Magistrátu města Prostějova ze strany jeho vedoucího Jana Košťála. Na jeho základě posléze tajemnice Magistrátu Blanka Vysloužilová Košťála potrestala vytýkacím dopisem a odebráním příplatku za vedení. Kromě toho magistrát přijal pracovní řád, který sexuální obtěžování nově definuje.

## Zajímavosti
- První článek v novinách mu vyšel v osmi letech v Prostějovském deníku a týkal se nefungujícího turistického informačního panelu v Prostějově. Po vydání článku nechalo město panel opravit.[28]
- V deseti letech byla jeho fotografie vystavena na Salonu hanáckých fotografů.[29]
- V jedenácti letech se stal redaktorem regionálních internetových novin iProstejov.cz, kam přispíval se svými texty dva roky. Později články publikoval zejména v Hanáckém Večerníku a na Tiscali.cz.
- Jeho činnosti a angažovanosti v mladém věku si po jeho patnáctém roce všimla celostátní média a vystupoval v několika pořadech (DVTV, Show Jana Krause, Všechnopárty a další). Zúčastnil se také řady přednášek a besed o občanské angažovanosti.[30] Je čestným členem Spolku za staré Vrahovice.[31]

## Ocenění
- V roce 2016 obdržel cenu Člověka v tísni Gratias Tibi.[32] O rok později mu Nadační fond proti korupci udělil Cenu za odvahu včetně finančního ohodnocení ve výši 30 492 Kč.[33]
- Na Novinářské ceně za rok 2017 obdržel v kategorii regionální žurnalistika speciální ocenění za sérii článků pro Hanácký Večerník.[34][35] Za článek o sexuálním obtěžování na prostějovském stavebním úřadě (podrobněji viz: Další kauzy) byl Čech oceněn 2. místem v soutěži Genderman roku 2018.[36]
- Za článek o podvodech při získávání řidičských průkazů v Konici[37] získal Novinářskou cenu za rok 2019 v kategorii regionální žurnalistika.[38]

#### Rozhovory
- Jakub Čech: Investigativní novináři z médií mizí 26. 7. 2022 Dostupné online
- ON-LINE chat s Jakubem Čechem. Prostějovský deník [online]. 17. 3. 2016 Dostupné online.
- O veřejné dění se zajímám od šesti, říká hoch, který „vyškolil“ radnici. iDnes.cz [online]. 14. 4. 2016 [cit. 23.7.2016]. Dostupné online.
- NEUMANN, Lukáš: Občanský aktivista Jakub Čech: „Politika se fakt týká každého. I toho šestiletého dítěte, kterému zavřou koupaliště.“ KROK – Kulturní revue Olomouckého kraje, č. 1/2017, s. 10–14. Dostupné online. Archivováno 12. 3. 2017 na Wayback Machine.
- Jakub Čech: Občanské iniciativy a fungující strany jsou základem demokracie. The Student Times - E15 [online]. 2017-08-15 [cit. 2017-09-07]. Dostupné online.
- BUMBA, Jan; ERHART, Michael, Nejsem žádný udavač, lidem chybí sebevědomí ozvat se proti autoritám, říká Jakub Čech. iROZHLAS [online]. 12.12.2017 [cit. 12.12.2017] Dostupné online
- NĚNIČKOVÁ, Hana. Jakub Čech: Dílčí změny k lepšímu se v Prostějově odehrávají. Prostějovský rej. [online] 14. 5. 2020 [cit 24.8.2021] Dostupné online
- LÁNSKÁ, Kateřina. Občany budeme všichni a je potřeba tomu ve výuce věnovat větší pozornost, myslí si Jakub Čech. Varianty - Člověk v tísni. [online]. 22. 6. 2021 [cit 24.8. 2021] Dostupné online

#### Dokumenty
- Těžká hodina prostějovského magistrátu – dokumentární pořad České televize o Jakubu Čechovi
- Pravda vyděsí – dokumentární pořad České televize o Jakubu Čechovi